# Leuculopsis rufifimbria
Leuculopsis rufifimbria är en fjärilsart som beskrevs av Paul Dognin 1911. Leuculopsis rufifimbria ingår i släktet Leuculopsis och familjen mätare. Inga underarter finns listade i Catalogue of Life.